# Cascade (コンピュータウイルス)

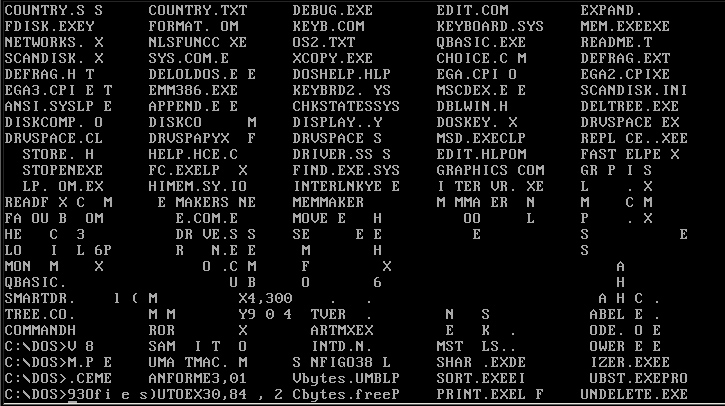

Cascade（カスケード）は、コンピュータウイルスの一種。1987年10月ドイツで発見され、1980年代から1990年代前半に流行した。日本では1990年12月に初めて発見されている。1992年7月には、アスキーのPC-9800シリーズ用の市販ソフトウェア本「MS-DOS簡単ツール」のフロッピーディスクに収録された「BATKEY.COM」から発見された。暗号化された初のウイルスでもある。
日本コンピュータクラブ連盟の命名による和名は「自由が丘1号・3号」。
IBM PC/AT互換機の MS-DOS 上で動作するプログラムで、拡張子が .COM の実行可能形式のファイルに感染し、以後システムに常駐する。システムの日付が1988年10月〜12月になると発病し、画面上の文字が滝 (cascade) のように崩れ落ち、画面底部に積み重なる状態になる。
英語版の MS-DOS でしか正常に動作しないため、日本語版の MS-DOS では前述した現象は起こらず、暴走する。PC-9800シリーズにおいては、ウイルスが作動するとコンピュータがハングアップしてしまい、何かキーを押すとリセットされてしまう現象が見られた。